# Julija Fominitschna Dombrowskaja
Julija Fominitschna Dombrowskaja (russisch Юлия Фоминична Домбровская, wiss. Transliteration Julija Fominična Dobrovskaja; * 29. Novemberjul. / 11. Dezember 1891greg. in Jelez, Gouvernement Orjol, Russisches Kaiserreich; † 26. September 1976 in Moskau, UdSSR) war eine sowjetische Kinderärztin. Sie lieferte bedeutende Arbeiten auf den Gebieten klinischer Befund und Behandlung von infektallergischen Erkrankungen, akuter Lungenentzündung und Funktionsstörungen des Kindes, sowie Anteil der Vitaminen in physiologischen Prozessen. Sie erhielt den Orden des Roten Banners der Arbeit, den Leninpreis und dreimal den Leninorden.

## Leben

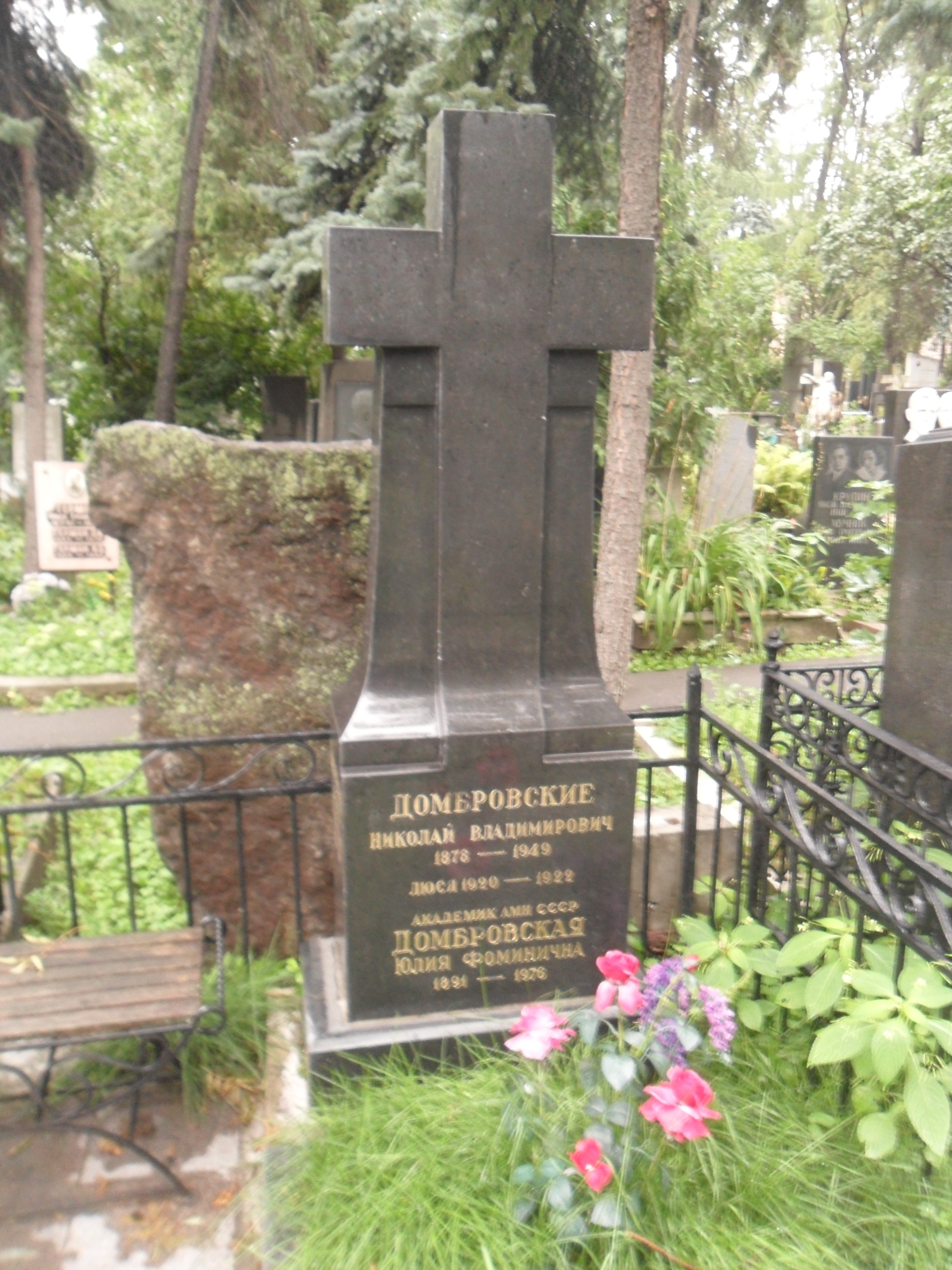
Das Grab auf dem Moskauer Nowodewitschi-Friedhof

Julija Dombrowskaja wurde am 11. Dezember 1891 in einer Tierarztfamilie geboren. Sie verbrachte ihre Kindheit im östlich von Orjol gelegenen Jelez. Einige Zeit später zog ihre Familie nach Rostow am Don. 1906 schloss sie das Gymnasium mit Auszeichnung ab. Von 1906 bis 1913 sie studierte an der Sankt Petersburger femininen medizinischen Hochschule. Von 1913 bis 1916 arbeitete sie als Assistenzärztin im Sophienkrankenhaus (jetzt Filatow Kinderkrankenhaus) in Moskau unter Leitung des Kinderarztes Iwan Rachmaninow. 1936 wurde sie zum Professor gewählt. Seit 1951 leitete sie das Institut für Kinderkrankheit der I. M. Sezschinow Moskauer staatlichen medizinischen Universität. Zur gleichen Zeit war sie Vorstandsvorsitzender des Moskauer Bund für Kinderärzte. 1952 wurde sie zum Akademiemitglied der Akademie der Heilwissenschaften gewählt. Dombrowskaja war Ehrenmitglied der Bulgarischen Bund für Kinderärzte und des Jan Evangelista Purkyně Tschechoslowakischen Medizinischen Bundes. Im September 1976 wurde Dombrowskaja auf dem Moskauer Nowodewitschi-Friedhof begraben.